# UTC−11:00

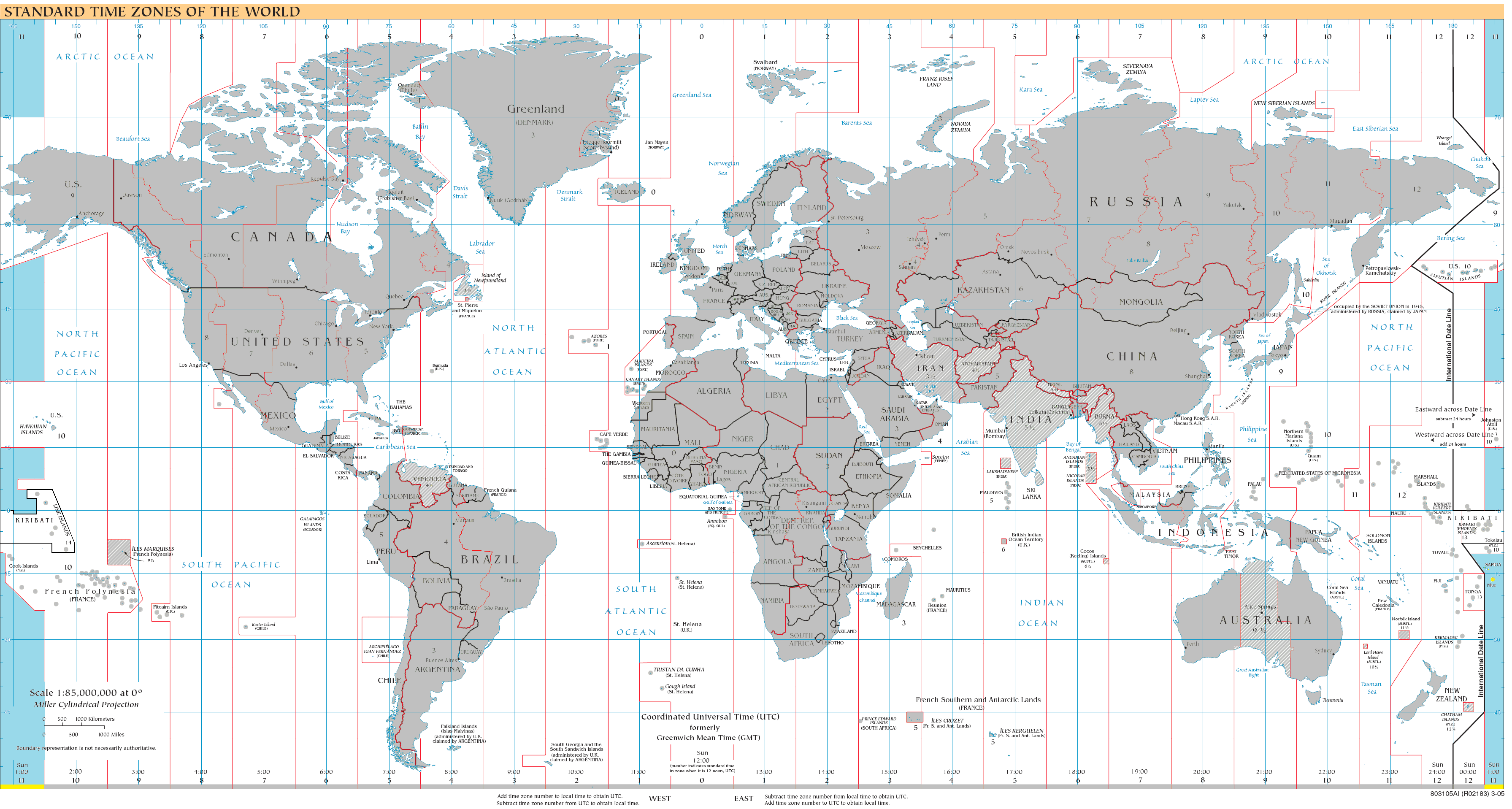
území, kde čas UTC-11 platí celoročně
území, kde čas UTC-11 platí sezónně v zimním období
území, kde čas UTC-11 platí sezónně v letním období
území, kde čas UTC-11 neplatí
mořské plochy spadající do pásma UTC-11
mořské plochy nespadající do pásma UTC-11
Poznámka: Stav k roku 2008

UTC-11:00 je zkratka a identifikátor časového posunu o -11 hodin oproti koordinovanému světovému času. Tato zkratka je všeobecně užívána.
Existují i jiné zápisy se stejným významem:
- UTC-11 — zjednodušený zápis odvozený od základního[1]
- X — jednopísmenné označení používané námořníky, které lze pomocí hláskovací tabulky převést na jednoslovný název (X-ray).[2]

Zkratka se často chápe ve významu časového pásma s tímto časovým posunem. Odpovídajícím řídícím poledníkem je pro tento čas 165° západní délky, čemuž odpovídá teoretický rozsah pásma mezi 157°30′ a 172°30′ západní délky.

## Jiná pojmenování
| zkratka | česky | anglicky            | poznámka                          | odkaz |
| NUT     | -     | Niue Time           | viz časová pásma na Novém Zélandu | [ 4 ] |
| SST     | -     | Samoa Standard Time | viz časová pásma v USA            | [ 5 ] |

## Úředně stanovený čas
Čas UTC−11:00 je používán na následujících územích, přičemž standardním časem se míní čas definovaný na daném území jako základní, od jehož definice se odvíjí sezónní změna času.

### Celoročně platný čas
- Americká Samoa (USA) — standardní čas platný na tomto souostroví
- Jarvisův ostrov, Kingmanův útes, Midway a atol Palmyra (všechny pod správou USA v rámci menších odlehlých ostrovů Spojených států amerických) — standardní čas platný na těchto neobydlených ostrovech
- Niue (Nový Zéland) — standardní čas platný na tomto ostrově